# الاحتجاجات الأذربيجانية 2011
الاحتجاجات الأذربيجانية 2011 هي سلسلة من المظاهرات السلمية والتي تخللها بعض العنف والتي جرت احتجاجا على حكومة الرئيس إلهام علييف.
تبنَّى المحتجون مجموعة من المواضيع المشتركة والتي طالبوا الحكومة بإبجاد حل سريع لها، ومن بين هذه المواضيع كان ما قدمته أحزاب المعارضة الرئيسية في أذربيجان وشمل ذلك التحقيق في شرعية الانتخابية الرئاسية في عام 2008، والمطالبة بالإفراج على كل السجناء السياسيين بالإضافة إلى الدعوة إلى إجراء إصلاحات ديمقراطية شاملة. تواصلت الاحتجاجات ثم امتدت إلى المطالبة باستقالة حكومة علييف. توسعت رقعة الاحتجاجات في وقت لاحق خاصة عندما قمعت السلطات الأذربيجانية المتظاهرون وفرَّقت الاحتجاجات بقوة ثم اعتقلت عشرات المتظاهرين.
دعا كل من الاتحاد الأوروبي، وزارة خارجية الولايات المتحدة والعفو الدولية وغيرها من المنظمات الحكومية وغير الحكومية إلى إطلاق سراح السجناء السياسيين والسماح بحرية التجمع. وفي الوقت نفسه صرَّح المدعي العام في أذربيجان قائلا: «أتعهد بقمع هذه الاحتجاجات حتى لا يتم مقارنتها بما حصل من ربيع عربي في "البلدان الأخرى" ... طبعا الحكومة لن تسمح للمتظاهرين بالذهاب إلى الأمام والمضي قدما في كل هذا.»

## الخلفية
في 29 كانون الثاني/يناير، تجمع أزيد من 100 من النشطاء السياسيين الذين لا ينتمون للحكومة الأذربيجانية التي باكو وحثوا الرئيس إلهام علييف على إقالة الحكومة والدعوة إلى انتخابات مبكرة. وكان مجموعة من النقاد قد قارنوا علييف بالرئيس المصري المخلوع حسني مبارك وحذروا من أن أذربيجان قد تواجه احتجاجات شعبية عارمة كجزء من موجة الاضطرابات المدنية التي شهدها الإقليم، على الرغم من أن قادة حزب الجبهة الشعبية الأذربيجاني كانوا قد توقفوا لفترة قصيرة عن التهديد بالقيام بالإضرابات في حالة ما واصلت الحكومة تجاهلهم.
في نفس الوقت تقريبا، كان هناك ناشط أذري لم يتجاوز بعد الـ 20 سنة قد كسب اهتماما كبيرا بعدما نشر على نحو متزايد منشورات عديدة يستفز فيها الحكومة من خلال خدمة التواصل الاجتماعي فيسبوك وغيره من الشبكات الاجتماعية والمواقع، في نهاية المطاف اتفق بعض من مواطني الدولة على النزول للشوارع في أوائل شباط/فبراير وذلك في إطار ما يُعرف بـ «يوم الغضب» على غرار ثورة 25 يناير. بدأت وثيرة الاحتجاجات في الارتفاع تدريجيا خاصة في كبرى المدن باكو، أما رد السلطات فجاء من خلال اعتقال الناشط العشريني في سومقاييت بتاريخ 5 شباط/فبراير وذلك بتهمة حيازة الماريجوانا وهذا ما زاد من غضب الشعب بعدما تيقن أن التهمة ملفقة لا غير. دعت جماعات المعارضة السلطات إلى الإفراج عن الناشط وقارنت احتجازه وقمع المعارضين بما حصل في مصر وغيرها من البلدان العربية؛ لكن الشرطة أصرت على اعتقاله بدعوى مخالفة القانون.
في 6 شباط/فبراير، تجمَّع جمع غفير دون مراقبة من الشرطة أو قوات الجيش ثم اتجهوا نحو حديقة الصداقة خارج باكو في ضاحية خردلان، وهناك التقوا بمحتجين آخرين فأصبحوا مئات ثم آلاف فتحركوا في المنطقة مكررين هتافات مناهضة للحكومة، كما رفعوا لافتات ورددوا شعارات تطالب الرئيس الأذري بالتنحي في حين انتقدت أحزاب المعارضة السياسات الحكومية وانتقدت أيضا زيادة أسعار الخدمات. تعاملت الشرطة بعنف مع هذه المظاهرات حيث فرقت التجمع في غضون دقائق واعتقلت العديد من النشطاء مما خلف موجة اسيتاء عارمة في صفوف الشعب.

## احتجاجات متعلقة بالحجاب
اندلعت احتجاجات أخرى في أذربيجان لكن هذه المرة حول توجهات الحكومة وسياساتها خاصة فيما يتعلق بالحجاب، حيث قامت الحكومة الأذرية بحظر الحجاب في المدارس واعتقلت معظم الناشطين الاجتماعيين الذين انتقدوا هذا التصرف أو اعتبروه منافيا ومخالفا لما ينص عليه الدستور حول حقوق المرأة. ألقت حكومة أذربيجان القبض على بعض قادة المعارضة وهذا ما تسبب في جولة جديدة من الاحتجاجات والمسيرات داخل البلاد. الأحزاب المعارضة تشمل الجبهة الشعبية الأذربيجانية، حزب المساواة ثم الحزب الإسلامي، وكان قادة هاته الأحزاب قد واجهوا أحكاما بالسجن لفترات طويلة، حيث حُكم على موفسوم سامادوف زعيم الحزب الإسلامي في أذربيجان بالسجن لمدة طويلة خاصة بعدما تم اتهامه بالإرهاب. جرت عدد من المظاهرات والمسيرات في مدن مختلفة من أذربيجان وذلك بسبب سياسة الحكومة التي تم اتهامها بمعادة الإسلام ومحاربة كل من يدافع عنه أو يدعو له؛ مما أدى إلى خروج آلاف من الأذربيجانيين المسلمين فجابوا الشوارع في مظاهرات تخللها بعض العنف احتجاجا على السياسة الجديدة.

 وكان سفير الولايات المتحدة والاتحاد الأوروبي ثم منظمة العفو الدولية بالإضافة إلى معهد الصحافة الدولي قد أعربوا عن قلقهم المتزايد جراء تعامل الحكومة الأذرية مع هذه الاحتجاجات.

## تكتيكات
استخدم المتظاهرون مواقع التواصل الاجتماعي مثل فيسبوك لنشر مجموعة من المعلومات حول المسيرات بما في ذلك التاريخ والمكان، ومع ذلك فإن بي بي سي نيوز أشارت في أحد تقاريرها إلى أن ما يصل إلى 80% من الأذربيجانيين لا يستخدمون الإنترنت، وقد ساهم هذا في انخفاض نسبة المشاركة مقارنة مع الاحتجاجات في الدول المجاورة مثل أرمينيا، إيران، وغيرها من الدول.